# Nadaillac-de-Rouge
Ne doit pas être confondu avec Nadaillac, commune de la Dordogne
Nadaillac-de-Rouge est une commune française, située dans le nord-ouest du département du Lot en région Occitanie.
Elle est également dans le causse de Gramat, le plus vaste et le plus sauvage des quatre causses du Quercy.
Exposée à un climat océanique altéré, elle est drainée par le ruisseau de Tournefeuille et par un autre cours d'eau. Elle est incluse dans le bassin de la Dordogne.
Nadaillac-de-Rouge est une commune rurale qui compte 170 habitants en 2022, après avoir connu un pic de population de 349 habitants en 1800.  Elle fait partie de l'aire d'attraction de Gourdon. Ses habitants sont appelés les Nadaillacais ou  Nadaillacaises.

## Géographie
Nadaillac-de-Rouge est situé sur le plateau calcaire qui domine au sud la vallée de la Dordogne. Commune boisée (chênes verts et pins) où quelques agriculteurs pratiquent encore l'élevage des bovins. C'est surtout une commune résidentielle dont les habitants travaillent à Souillac, Gourdon voire Martel, sont des artisans du bâtiment ou des retraités.

### Communes limitrophes
Nadaillac-de-Rouge est limitrophe de cinq autres communes, dont une dans le département de la Dordogne. Au sud-ouest, son territoire est éloigné d'environ 170 mètres de celui de Masclat.
|                                   | Le Roc             |         |
| Saint-Julien-de-Lampon (Dordogne) | Nadaillac-de-Rouge | Lanzac  |
|                                   | Lamothe-Fénelon    | Loupiac |

### Climat
Pour des articles plus généraux, voir Climat de l'Occitanie et Climat du Lot.
En 2010, le climat de la commune est de type climat océanique altéré, selon une étude s'appuyant sur une série de données couvrant la période 1971-2000. En 2020, Météo-France publie une typologie des climats de la France métropolitaine dans laquelle la commune est toujours exposée à un climat océanique altéré et est dans la région climatique Ouest et nord-ouest du Massif Central, caractérisée par une pluviométrie annuelle de 900 à 1 500 mm, maximale en automne et en hiver.
Pour la période 1971-2000, la température annuelle moyenne est de 12,6 °C, avec une amplitude thermique annuelle de 15,2 °C. Le cumul annuel moyen de précipitations est de 897 mm, avec 11,3 jours de précipitations en janvier et 6,9 jours en juillet. Pour la période 1991-2020, la température moyenne annuelle observée sur la station météorologique la plus proche, située sur la commune de Gourdon à 13 km à vol d'oiseau, est de 13,1 °C et le cumul annuel moyen de précipitations est de 823,0 mm,. Pour l'avenir, les paramètres climatiques de la commune estimés pour 2050 selon différents scénarios d’émission de gaz à effet de serre sont consultables sur un site dédié publié par Météo-France en novembre 2022.

### Milieux naturels et biodiversité

#### Espaces protégés
La protection réglementaire est le mode d’intervention le plus fort pour préserver des espaces naturels remarquables et leur biodiversité associée,.
La commune fait partie de la zone de transition du bassin de la Dordogne, un territoire d'une superficie de 1 880 258 ha reconnu réserve de biosphère par l'UNESCO en juillet 2012,.

## Urbanisme

### Typologie
Au 1er janvier 2024, Nadaillac-de-Rouge est catégorisée commune rurale à habitat très dispersé, selon la nouvelle grille communale de densité à sept niveaux définie par l'Insee en 2022.
Elle est située hors unité urbaine. Par ailleurs la commune fait partie de l'aire d'attraction de Gourdon, dont elle est une commune de la couronne,. Cette aire, qui regroupe 22 communes, est catégorisée dans les aires de moins de 50 000 habitants,.

### Occupation des sols
L'occupation des sols de la commune, telle qu'elle ressort de la base de données européenne d’occupation biophysique des sols Corine Land Cover (CLC), est marquée par l'importance des forêts et milieux semi-naturels (67 % en 2018), en augmentation par rapport à 1990 (63,8 %). La répartition détaillée en 2018 est la suivante : 
forêts (60,3 %), zones agricoles hétérogènes (27,7 %), milieux à végétation arbustive et/ou herbacée (6,7 %), prairies (5,3 %). L'évolution de l’occupation des sols de la commune et de ses infrastructures peut être observée sur les différentes représentations cartographiques du territoire : la carte de Cassini (XVIIIe siècle), la carte d'état-major (1820-1866) et les cartes ou photos aériennes de l'IGN pour la période actuelle (1950 à aujourd'hui).

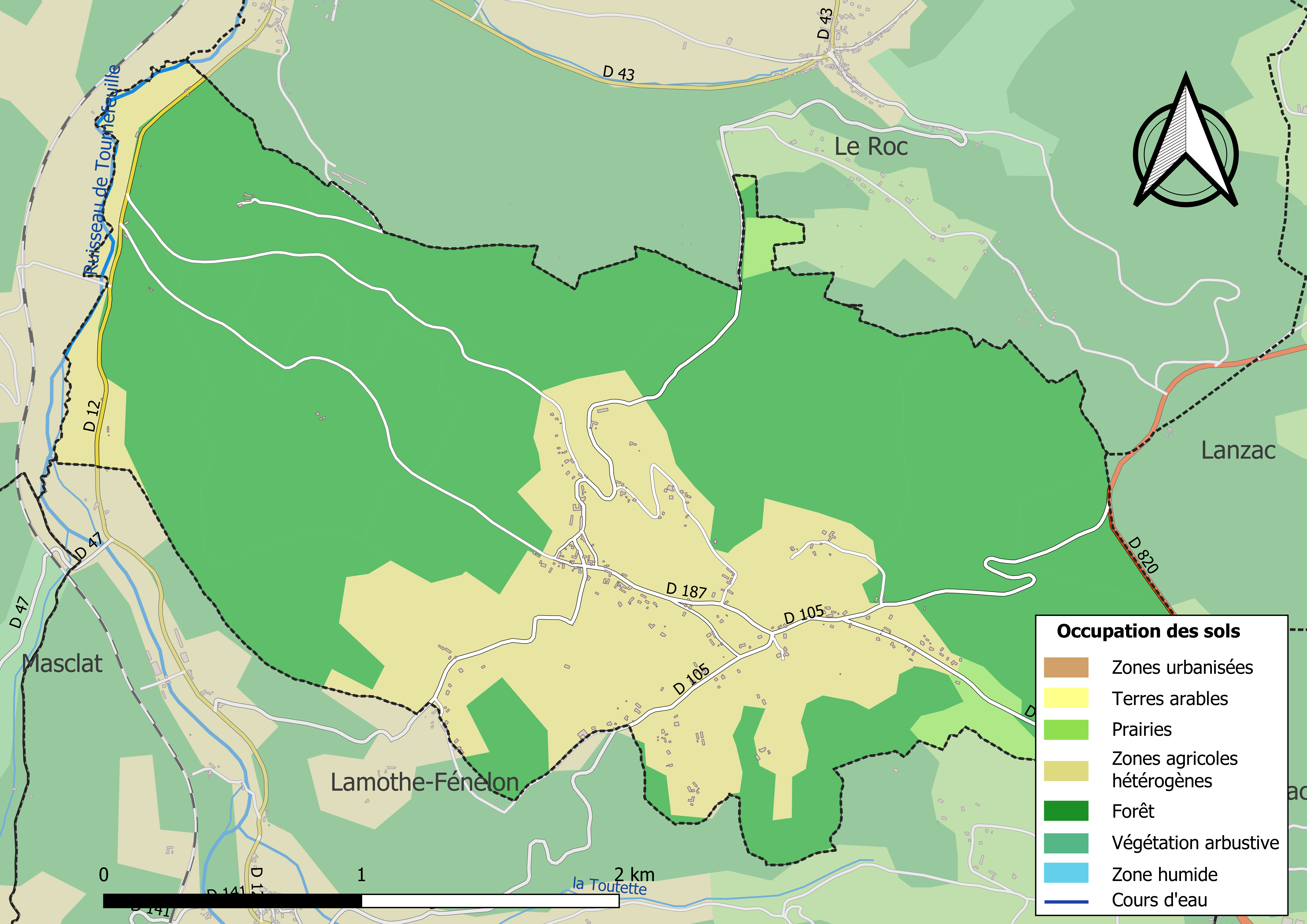
Carte des infrastructures et de l'occupation des sols de la commune en 2018 (CLC).

### Risques majeurs
Le territoire de la commune de Nadaillac-de-Rouge est vulnérable à différents aléas naturels : météorologiques (tempête, orage, neige, grand froid, canicule ou sécheresse), inondations, feux de forêts, mouvements de terrains et séisme (sismicité très faible). Il est également exposé à deux risques technologiques,  le transport de matières dangereuses et la rupture d'un barrage. Un site publié par le BRGM permet d'évaluer simplement et rapidement les risques d'un bien localisé soit par son adresse soit par le numéro de sa parcelle.

#### Risques naturels
Certaines parties du territoire communal sont susceptibles d’être affectées par le risque d’inondation par débordement de cours d'eau, notamment le Tournefeuille. La cartographie des zones inondables en ex-Midi-Pyrénées réalisée dans le cadre du XIe Contrat de plan État-région, visant à informer les citoyens et les décideurs sur le risque d’inondation, est accessible sur le site de la DREAL Occitanie. La commune a été reconnue en état de catastrophe naturelle au titre des dommages causés par les inondations et coulées de boue survenues en 1982 et 1999,.
Nadaillac-de-Rouge est exposée au risque de feu de forêt. Un plan départemental de protection des forêts contre les incendies a été approuvé par arrêté préfectoral le 30 novembre 2015 pour la période 2015-2025. Les propriétaires doivent ainsi couper les broussailles, les arbustes et les branches basses sur une profondeur de 50 mètres, aux abords des constructions, chantiers, travaux et installations de toute nature, situées à moins de 200 mètres de terrains en nature
de bois, forêts, plantations, reboisements, landes ou friches. Le brûlage des déchets issus de l’entretien des parcs et jardins des ménages et des collectivités est interdit. L’écobuage est également interdit, ainsi que les feux de type méchouis et barbecues, à l’exception de ceux prévus dans des installations fixes (non situées sous couvert d'arbres) constituant une dépendance d'habitation.

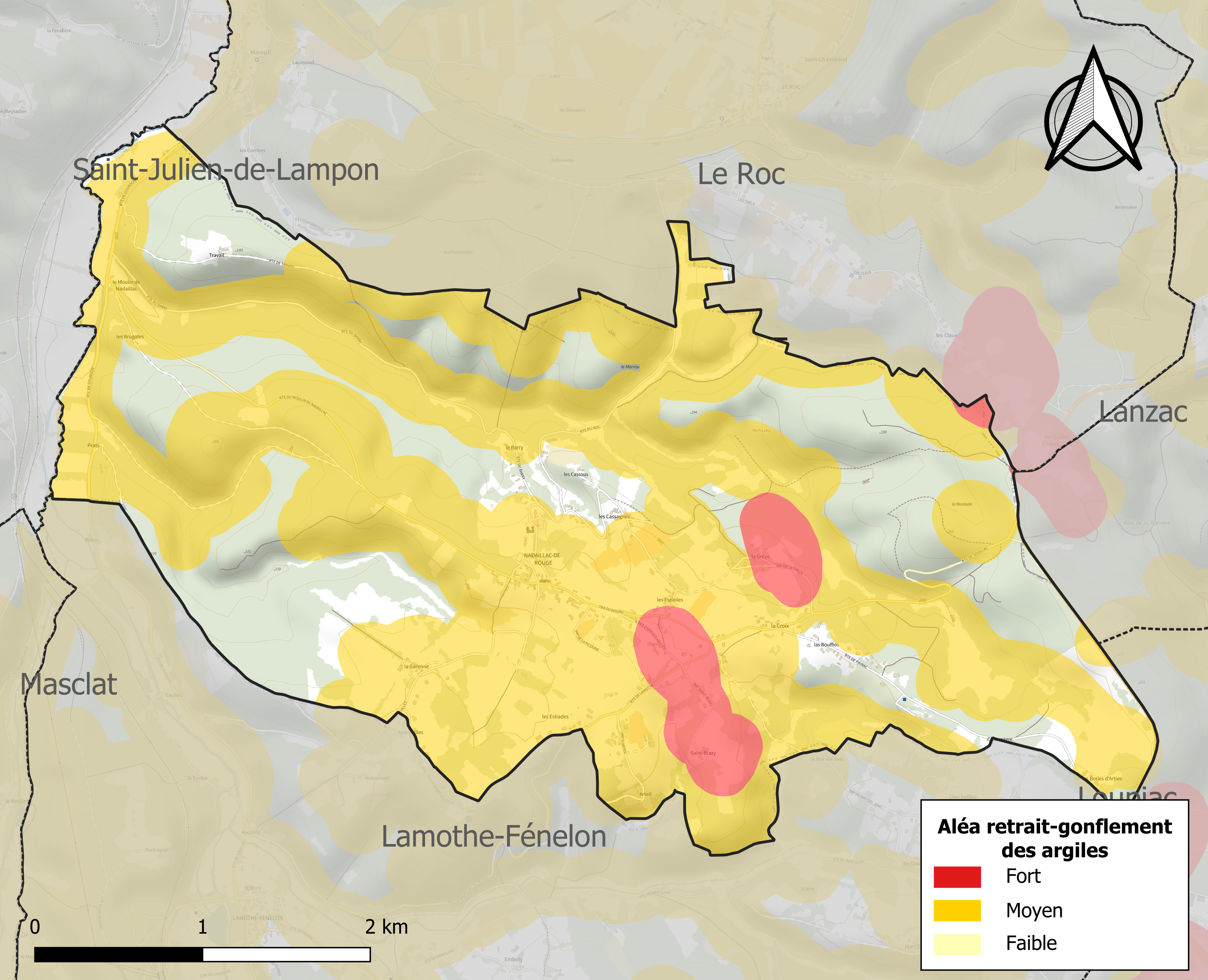
Carte des zones d'aléa retrait-gonflement des sols argileux de Nadaillac-de-Rouge.

Les mouvements de terrains susceptibles de se produire sur la commune sont des affaissements et effondrements liés aux cavités souterraines (hors mines), des éboulements, chutes de pierres et de blocs et des tassements différentiels. Par ailleurs, afin de mieux appréhender le risque d’affaissement de terrain, l'inventaire national des cavités souterraines permet de localiser celles situées sur la commune.
Le retrait-gonflement des sols argileux est susceptible d'engendrer des dommages importants aux bâtiments en cas d’alternance de périodes de sécheresse et de pluie. 71,9 % de la superficie communale est en aléa moyen ou fort (67,7 % au niveau départemental et 48,5 % au niveau national). Sur les 142 bâtiments dénombrés sur la commune en 2019, 119 sont en aléa moyen ou fort, soit 84 %, à comparer aux 72 % au niveau départemental et 54 % au niveau national. Une cartographie de l'exposition du territoire national au retrait gonflement des sols argileux est disponible sur le site du BRGM,.
Par ailleurs, afin de mieux appréhender le risque d’affaissement de terrain, l'inventaire national des cavités souterraines permet de localiser celles situées sur la commune.
Concernant les mouvements de terrains, la commune a été reconnue en état de catastrophe naturelle au titre des dommages causés par la sécheresse en 2019 et par des mouvements de terrain en 1999.

#### Risques technologiques
Le risque de transport de matières dangereuses sur la commune est lié à sa traversée par une route à fort trafic. Un accident se produisant sur une telle infrastructure est susceptible d’avoir des effets graves sur les biens, les personnes ou l'environnement, selon la nature du matériau transporté. Des dispositions d’urbanisme peuvent être préconisées en conséquence.
La commune est en outre située en aval des barrages de Saint-Étienne-Cantalès et de Bort-les-Orgues, des ouvrages de classe A disposant d'une retenue de respectivement 133 millions et 477 millions de mètres cubes,. À ce titre elle est susceptible d’être touchée par l’onde de submersion consécutive à la rupture d'un de ces ouvrages.

## Toponymie
Le toponyme Nadaillac-de-Rouge est composé d'abord de Nadaillac basé sur l'anthroponyme Natalius terminé par -ac issu du suffixe gaulois -acon et latinisé en -acum et ensuite de De Rouge dont une forme Roco de Rogis indique une personne dont le nom serait d'origine germanique : Hrogis d'après Marie-Thérèse Morlet.

## Histoire
Cette dénomination remonte au moins à cinq siècles. Il en est fait mention, dans l'arrentement fait le 30 novembre 1504 par Alamande de la Magnanie, femme de Guillaume du Pouget, Dame de Nadaillac de Roges. Les biens nobles de Pierre du Pouget sont ainsi répertoriés :
« Nadaillac de Rouges relevant de Monsieur de Belcastel, avec toutes justices, 18 charges de froment, 6 d'avoine, 6 livres 15 sous, 80 gélines, 2 charges de froment, 80 journées de corvée et 10 livres de cire ; trois livres pour la baillie ; un moulin qui vaut six charges de mixture, une borie d'une paire de bœufs rapportant cinq charges de blé, 30 journaux de vigne et trois de pré. Sur le mas de Rigal, paroisse de Gourdon, juridiction de Cazals, 4 charges deux quartons et demi de froment, 30 sous, une livre de cire, 6 poulailles et deux charges d'avoine ».
Depuis une date comprise entre 1800 et 1806 et jusqu'en 1928, Nadaillac-de-Rouge a fusionné avec Le Roc.

## Politique et administration

### Administration municipale
Le nombre d'habitants au recensement de 2011 étant compris entre 100 et 499, le nombre de membres du conseil municipal pour l'élection de 2014 est de 11,.

### Rattachements administratifs et électoraux
Commune faisant partie de la communauté de communes Causses et vallée de la Dordogne et du canton de Souillac.

### Liste des maires
| Période                                  | Période  | Identité           | Étiquette | Qualité                                            |
| ---------------------------------------- | -------- | ------------------ | --------- | -------------------------------------------------- |
| Les données manquantes sont à compléter. |          |                    |           |                                                    |
|                                          |          |                    |           |                                                    |
| avant 1988                               | ?        | Lucien Chastrusse  | PCF       |                                                    |
|                                          |          |                    |           |                                                    |
|                                          | 2001     | Abel Mespoulet     | PRG       | Conseiller général du canton de Payrac (1978-1998) |
| 2001 (réélu en mai 2020)                 | En cours | Francis Chastrusse | DVC       | Hôtelier-restaurateur                              |

## Démographie
L'évolution du nombre d'habitants est connue à travers les recensements de la population effectués dans la commune depuis 1793. Pour les communes de moins de 10 000 habitants, une enquête de recensement portant sur toute la population est réalisée tous les cinq ans, les populations de référence des années intermédiaires étant quant à elles estimées par interpolation ou extrapolation. Pour la commune, le premier recensement exhaustif entrant dans le cadre du nouveau dispositif a été réalisé en 2008.

En 2022, la commune comptait 170 habitants, en évolution de +6,25 % par rapport à 2016 (Lot : +1,31 %, France hors Mayotte : +2,11 %).
| 1793 | 1800 | 1931 | 1936 | 1946 | 1954 | 1962 | 1968 | 1975 |
| ---- | ---- | ---- | ---- | ---- | ---- | ---- | ---- | ---- |
| 347  | 349  | 137  | 130  | 123  | 117  | 96   | 89   | 86   |

| 1982 | 1990 | 1999 | 2006 | 2008 | 2013 | 2018 | 2022 | - |
| ---- | ---- | ---- | ---- | ---- | ---- | ---- | ---- | - |
| 92   | 96   | 101  | 163  | 181  | 166  | 158  | 170  | - |

## Économie

### Revenus
En 2018, la commune compte 74 ménages fiscaux, regroupant 142 personnes. La médiane du revenu disponible par unité de consommation est de 24 220 € (20 740 € dans le département).

### Emploi
|                | 2008  | 2013  | 2018  |
| -------------- | ----- | ----- | ----- |
| Commune        | 6,2 % | 6 %   | 8,7 % |
| Département    | 7,3 % | 8,9 % | 9,6 % |
| France entière | 8,3 % | 10 %  | 10 %  |

En 2018, la population âgée de 15 à 64 ans s'élève à 92 personnes, parmi lesquelles on compte 63 % d'actifs (54,3 % ayant un emploi et 8,7 % de chômeurs) et 37 % d'inactifs,. Depuis 2008, le taux de chômage communal (au sens du recensement) des 15-64 ans est inférieur à celui de la France et du département.
La commune fait partie de la couronne de l'aire d'attraction de Gourdon, du fait qu'au moins 15 % des actifs travaillent dans le pôle,. Elle compte 10 emplois en 2018, contre 14 en 2013 et 19 en 2008. Le nombre d'actifs ayant un emploi résidant dans la commune est de 53, soit un indicateur de concentration d'emploi de 18,9 % et un taux d'activité parmi les 15 ans ou plus de 39,9 %.
Sur ces 53 actifs de 15 ans ou plus ayant un emploi, 10 travaillent dans la commune, soit 19 % des habitants. Pour se rendre au travail, 92,5 % des habitants utilisent un véhicule personnel ou de fonction à quatre roues, 1,9 % les transports en commun et 5,7 % n'ont pas besoin de transport (travail au domicile).

### Activités hors agriculture
8 établissements sont implantés  à Nadaillac-de-Rouge au 31 décembre 2019.
Le secteur de l'administration publique, l'enseignement, la santé humaine et l'action sociale est prépondérant sur la commune puisqu'il représente 25 % du nombre total d'établissements de la commune (2 sur les 8 entreprises implantées  à Nadaillac-de-Rouge), contre 12 % au niveau départemental.

### Agriculture
|               | 1988 | 2000 | 2010 | 2020 |
| ------------- | ---- | ---- | ---- | ---- |
| Exploitations | 13   | 7    | 2    | 2    |
| SAU (ha)      | 90   | 36   | 3    | 143  |

La commune est dans les Causses », une petite région agricole occupant une grande partie centrale du département du Lot. En 2020, l'orientation technico-économique de l'agriculture  sur la commune est l'élevage de bovins, pour la viande. Deux exploitations agricoles ayant leur siège dans la commune sont dénombrées lors du recensement agricole de 2020 (13 en 1988). La superficie agricole utilisée est de 143 ha,,.

## Culture locale et patrimoine

### Lieux et monuments

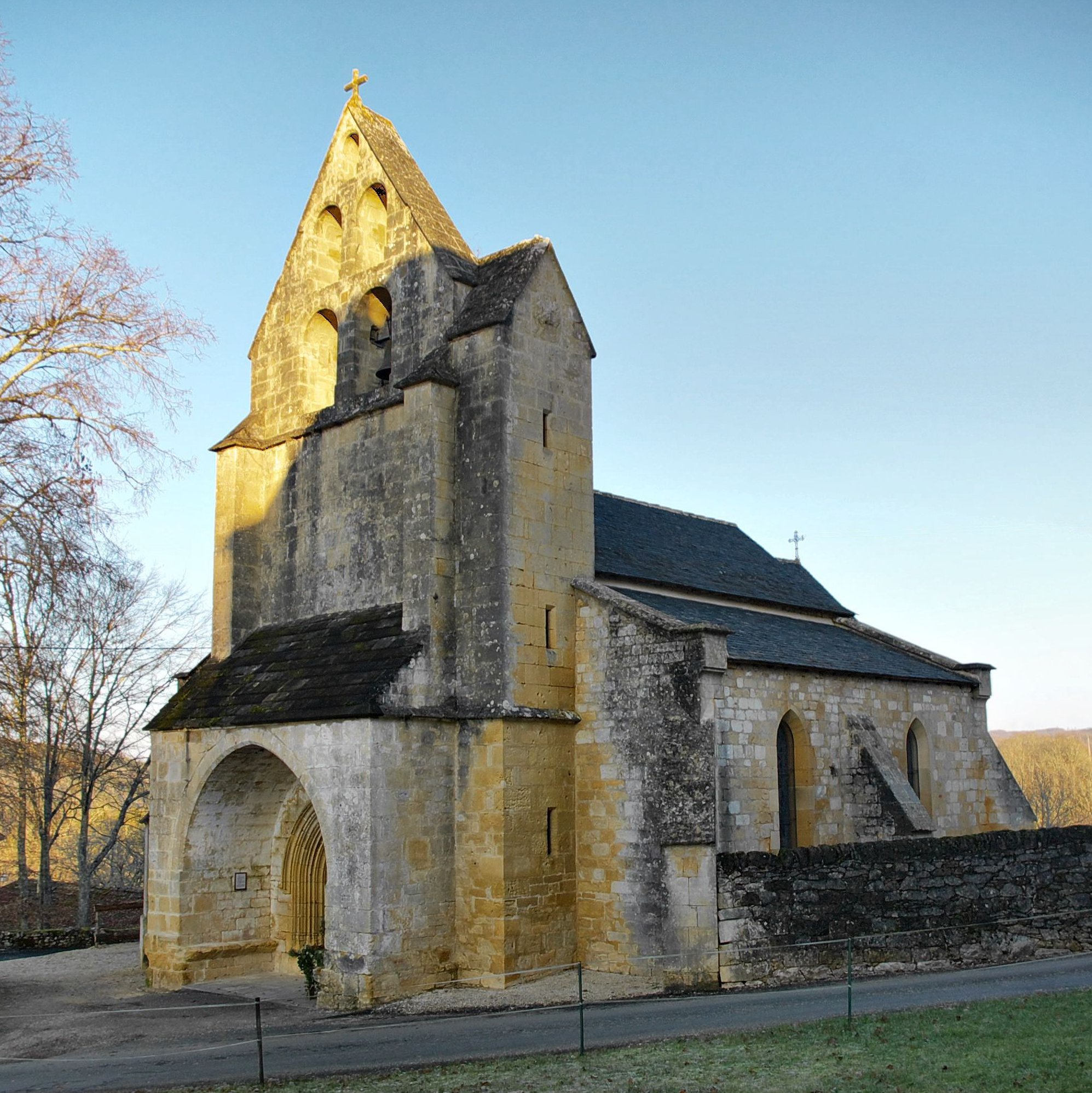
L'église Saint-Pierre.

- Château de Nadaillac-de-Rouge, château classé au titre des monuments historiques en 1930[38]. Face à l'église, vous découvrirez l'arrière du château appartenant à la famille du Pouget de Nadaillac. Cet édifice fut rasé par les Anglais au cours de la guerre de Cent Ans, puis reconstruit, développant une architecture Renaissance.

La tourelle jouxtant le clocher porte sous le toit « les armes de la Famille du Pouget de Nadaillac ».
On remarque les impacts des boulets tirés par les arquebusiers anglais depuis la terrasse du château. Le seigneur de l’époque ayant sorti les de vin[Quoi ?], pour faire boire les soldats anglais, ceux-ci partirent sans démolir l’église après avoir déchargé leurs arquebuses.
- Église Saint-Pierre. L'édifice a été classé au titre des monuments historiques en 1930[39], Plusieurs objets sont référencés dans la base Palissy[39]. L'édifice date du XVe siècle. Elle possède un clocher-mur gothique et une abside pentagonale. C'est l’ancienne chapelle du château.

Voici le son de la cloche de cette église qui sonne l'Angélus :
Interviewé le 3 septembre 2024, Francis Chastrusse, maire de la commune partage des informations sur le village, sur la cloche de l'église et celle de la mairie (documentaire sonore d'Olivier Pichard) : 
- En 1923 fut inauguré le monument aux morts. Cette manifestation fut troublée par des échauffourées conduisant au lynchage de trois camelots du Roi, extrémistes de droite à l'époque. Lynchage effectué par les républicains venus nombreux des communes du canton et des cantons limitrophes.

### Personnalités liées à la commune
- Edmond Jouve (1937-), politologue, né à Nadaillac-de-Rouge.